# Hunter’s Moon (мини-альбом)
Hunter’s Moon (с англ. — «Охотничья луна») — мини-альбом нидерландской метал-группы Delain, выпущенный в 2019 году.

## Альбом
Мини-альбом Hunter’s Moon был записан на австрийском лейбле звукозаписи Napalm Records. Он состоит из двух CD-дисков. На первом записаны четыре новых студийных трека, которые должны войти в предстоящий шестой полноформатный альбом. На втором были изданы десять песен с выступления Delain в концертном зале Тиволи в Утрехте (Нидерланды), прошедшего в 2017 году в рамках европейского тура под названием Danse Macabre.
Ещё до выхода мини-альбома были выпущены два сингла — в январе «Masters of Destiny» и в феврале «Hunter’s Moon». На композицию «Masters of Destiny» был снят видеоклип.

## Список композиций
Все тексты написаны Шарлоттой Весселс.
| №                   | Название               | Музыка                                | Длительность |
| ------------------- | ---------------------- | ------------------------------------- | ------------ |
| 1.                  | «Masters of Destiny»   | Ш. Весселс, М. Вестерхольт, Г. Эйкенс | 4:54         |
| 2.                  | «Hunter's Moon»        | Ш. Весселс, М. Вестерхольт, Г. Эйкенс | 4:30         |
| 3.                  | «This Silence Is Mine» | Ш. Весселс, М. Вестерхольт, Т. Сомерс | 2:37         |
| 4.                  | «Art Kills»            | Ш. Весселс, М. Бехтольд               | 4:00         |
| Общая длительность: | Общая длительность:    | Общая длительность:                   | 16:38        |

| \| № \| Название \| Текст песни \| Музыка \| Длительность \| \| ------------------- \| ------------------------------------ \| ------------------- \| ------------------------------------- \| ------------ \| \| 5. \| «Hands of Gold» (live) \| Ш. Весселс \| Ш. Весселс, М. Вестерхольт, Г. Эйкенс \| 5:24 \| \| 6. \| «Danse Macabre» (live) \| Ш. Весселс \| Ш. Весселс, М. Вестерхольт, Г. Эйкенс \| 5:28 \| \| 7. \| «Scarlet» (live) \| Ш. Весселс \| Ш. Весселс, М. Вестерхольт, Г. Эйкенс \| 4:45 \| \| 8. \| «Your Body Is a Battleground» (live) \| Ш. Весселс \| Ш. Весселс, М. Вестерхольт, Г. Эйкенс \| 4:11 \| \| 9. \| «Nothing Left» (live) \| Ш. Весселс \| Ш. Весселс, М. Вестерхольт \| 5:01 \| \| 10. \| «Control the Storm» (live) \| Ш. Весселс \| Ш. Весселс, Г. Эйкенс \| 4:24 \| \| 11. \| «Sing to Me» (live) \| Ш. Весселс \| Ш. Весселс, М. Вестерхольт, Г. Эйкенс \| 5:14 \| \| 12. \| «Not Enough» (live) \| Ш. Весселс \| Ш. Весселс, М. Вестерхольт, Г. Эйкенс \| 5:35 \| \| 13. \| «Scandal» (Queen cover, live) \| Б. Мэй \| Б. Мэй \| 4:10 \| \| 14. \| «The Gathering» (live) \| Г. Эйкенс \| Г. Эйкенс \| 4:37 \| \| Общая длительность: \| Общая длительность: \| Общая длительность: \| Общая длительность: \| 48:12 \| |                                      |                     |                                       |              |
| № | Название                             | Текст песни         | Музыка                                | Длительность |
| 5. | «Hands of Gold» (live)               | Ш. Весселс          | Ш. Весселс, М. Вестерхольт, Г. Эйкенс | 5:24         |
| 6. | «Danse Macabre» (live)               | Ш. Весселс          | Ш. Весселс, М. Вестерхольт, Г. Эйкенс | 5:28         |
| 7. | «Scarlet» (live)                     | Ш. Весселс          | Ш. Весселс, М. Вестерхольт, Г. Эйкенс | 4:45         |
| 8. | «Your Body Is a Battleground» (live) | Ш. Весселс          | Ш. Весселс, М. Вестерхольт, Г. Эйкенс | 4:11         |
| 9. | «Nothing Left» (live)                | Ш. Весселс          | Ш. Весселс, М. Вестерхольт            | 5:01         |
| 10. | «Control the Storm» (live)           | Ш. Весселс          | Ш. Весселс, Г. Эйкенс                 | 4:24         |
| 11. | «Sing to Me» (live)                  | Ш. Весселс          | Ш. Весселс, М. Вестерхольт, Г. Эйкенс | 5:14         |
| 12. | «Not Enough» (live)                  | Ш. Весселс          | Ш. Весселс, М. Вестерхольт, Г. Эйкенс | 5:35         |
| 13. | «Scandal» (Queen cover, live)        | Б. Мэй              | Б. Мэй                                | 4:10         |
| 14. | «The Gathering» (live)               | Г. Эйкенс           | Г. Эйкенс                             | 4:37         |
| Общая длительность: | Общая длительность:                  | Общая длительность: | Общая длительность:                   | 48:12        |

## Состав
Группа
- Шарлотта Весселс (Charlotte Wessels) — вокал
- Тимо Сомерс[нидерл.] (Timo Somers) — соло-гитара, бэк-вокал
- Мерел Бехтольд[англ.] (Merel Bechtold) — ритм-гитара
- Отто Схиммельпеннинк ван дер Ойе (Otto Schimmelpenninck van der Oije) — бас-гитара
- Мартейн Вестерхольт (Martijn Westerholt) — клавишные
- Джоуи Де Бур (Joey de Boer) — ударные

Сессионные музыканты
- Твен Дриссен (Twan Driessen) — бэк-вокал (трек 4)